# Vlajka Baleár

Vlajka Baleár
Poměr stran: 2:3

Vlajka Baleár, jednoho ze španělských autonomních společenství, je tvořena listem o poměru stran 2:3 se střídavě žlutými a červenými vodorovnými pruhy (5 žlutých a 4 červené). Ve fialovém kantonu (vysokým polovinu šířky vlajky, tj. 4 a půl pruhu) je bílý hrad s pěti věžičkami.

## Vlajky ostrovních oblastí
Baleáry se člení (od roku 2007) na čtyři ostrovní oblasti (Formentera, Ibiza, Mallorca a Menorca) z nichž každá má v čele „ostrovní radu“ a každá z těchto ostrovních rad také užívá vlastní vlajku a znak.

Vlajka ostrova Formentera Poměr stran: 2:3
Vlajka ostrova Ibiza Poměr stran: 2:3
Vlajka ostrova Mallorca Poměr stran: 2:3
Vlajka ostrova Menorca Poměr stran: 2:3